# 西布伦比
西布伦比（丹麥語：Brøndbyvester，丹麥語發音：[pʁɶnpyˈvestɐ]）是丹麥西蘭島上的一座城镇，靠近海岸，為布伦比市镇的行政中心，地處首都大区，位于哥本哈根西南郊，是哥本哈根都市圈的一部分。布伦比足球俱乐部的主場就位於西布伦比。